# Prêmios Critics' Choice Television
Critics' Choice Television Award é um prémio apresentado pela Broadcast Television Journalists Association (BTJA). Foi criado em 2011, e sua primeira cerimônia foi realizada em 20 de Junho de 2011 e transmitido ao vivo no VH1.

## História
A Broadcast Television Journalists Association (BTJA) foi fundada em 2011 como um desdobramento da Broadcast Film Critics Association. Os prémios são produzidos pelo produtor executivo Bob Bain.

## Categorias
- Melhor Série de Drama
- Melhor Actor em Série de Drama
- Melhor Actriz em Série de Drama
- Melhor Actor Secundário em Série de Drama
- Melhor Actriz Secundária em Série de Drama
- Melhor Telefilme ou Minissérie
- Melhor Actor em Telefilme ou Minissérie
- Melhor Actriz em Telefilme ou Minissérie
- Melhor Actor Secundário em Telefilme ou Minissérie
- Melhor Actriz Secundária em Telefilme ou Minissérie
- Melhor Série de Comédia
- Melhor Actor em Série de Comédia
- Melhor Actriz em Série de Comédia
- Melhor Actor Secundário em Série de Comédia
- Melhor Actriz Secundária em Série de Comédia
- Melhor Reality show
- Melhor Talent show
- Melhor Apresentador de Reality Show
- Melhor Talk Show